# Szabó Dénes (orvos, 1856–1918)
Szabó Dénes (Pest, 1856. május 4. – Kolozsvár, 1918. augusztus 14.) orvos, egyetemi tanár, orvostörténész.

## Életpályája
Szabó József budapesti egyetemi tanár fia. Orvosi tanulmányait (a harmadik év kivételével, melyet a strassburgi egyetemen töltött), a budapesti egyetemen végezte, és ugyanitt 1879-ben egyetemes orvosdoktorrá avatták. 1881-ben állami ösztöndíjjal külföldre ment,  és előbb Bécsben, majd Drezdában és Berlinben folytatott tanulmányokat,
Ebben az időben Edinburghban és Londonban is megfordult.  1881-ben  visszatért Budapestre, ahol az I. szülőklinikán előbb gyakornok, majd tanársegéd lett. 1889-ben a szülészet és nőgyógyászat magántanára lett. 1892-ben kinevezték a kolozsvári egyetemre a szülészet és nőgyógyászat nyilvános rendes tanárává. 1903-ban. megkapta a királyi udvari tanácsos címet. 
Többször volt dékánja  az orvosi karnak (1894–1895, 1901–1902, 1910–1911), 1904–1905-ben pedig az egyetem rektora volt. 
Önkéntes ápolócsapatot szervezett a növekvő feladatok ellátására, amikor az első világháború idején az egyetemi klinikát elárasztották a sebesültek,
Sírja a kolozsvári Házsongárdi temetőben van, a Kertek nevű részben (síremléke sajnos eltűnt).

## Munkássága
Cikkeit, tanulmányait az Orvosi Hetilap,  a Gyógyászat, a Mentők Lapja, valamint a Kolozsvári Orvos-természettudományi Értesítő című szakfolyóiratok közölték.

### Munkái
- Über Verletzung der äusseren Genitalien, Klinische Mittheilungen Prof. Kézmárszky's. Stuttgart, 1884.
- A gyakorlati orvostan haladása. Budapest, 1890. (Többekkel együtt.)
- Az orvosi mentés kézikönyve. Budapest, 1891. (Többekkel együtt.)
- A szülés vezetésének elvei. Budapest, 1892. (Klinikai Füzetek II. 4.)
- A kolozsvári egyetem orvosi karának története. Kolozsvár, 1896.
- A nők felsőbb oktatása. Előadta az egyetem alapítása XXX. évfordulója napján 1902. máj. 29. tartott ünnepélyen. Kolozsvár, 1902. (Különnyomat az egyetem Actáiból.)
- Véleményes jelentéstétel a bölcsészet-, nyelv- és történettudományi karnak az egyetemi tanárok nyugdíjaztatása kérdésében a V. és K. Miniszter úrhoz intézett felterjesztéséről az orvosi karnak benyújtja... előadó. Kolozsvár, 1904. (Kézirat gyanánt.)
- Teendőink a betegség elleni védekezésben. Tanév megnyitó beszéd. Kolozsvár, 1905. (Rektori beszéd.)